# Afzelia quanzensis
Espèce
Afzelia quanzensis est une espèce de plantes à fleurs dicotylédones de la famille des Fabaceae, sous-famille des Caesalpinioideae. C'est un arbre originaire d'Afrique australe.

## Description
L'arbre peut atteindre 35 mètres de haut. Son bois est exploité comme bois d'œuvre.